# عملية بنين
كانت عملية بنين، المعروفة أيضاً باسم عملية كوتونو، مهمة إنقاذ نفذها فوج مغاوير البحرية اللبنانية في كوتونو، بنين في الفترة من 26 ديسمبر 2003 إلى 30 ديسمبر 2003 وتعتبر هذه العملية أول مهمة تقوم بها القوات المسلحة اللبنانية خارج أراضيها. كانت متطلبات المهمة انتشال الجثث والصناديق السوداء من الطائرة المنكوبة التابعة لاتحاد النقل ايرلاينس دي غينيا الرحلة 141.

## خلفية العملية
المقال الرئيسي:اتحاد النقل ايرلاينس دي غينيا الرحلة 141
في 25 ديسمبر 2003. تحطمت طائرة بوينغ 727 تابعة لاتحاد النقل ايرلاينس دي غينيا كانت متجهة إلى بيروت وعلى متنها 161 شخصًا، معظمهم لبنانيون في طريقهم لقضاء عطلة رأس السنة في لبنان، سقطت الطائرة في البحر بعد وقت قصير من إقلاعها مما أدى إلى مقتل 139 شخصاً. يعد هذا الحادث أسوأ حادث في تاريخ الطيران اللبناني وفقاً لعدد المواطنين اللبنانيين الذين فقدوا. كانت الطائرة طائرة خاصة يديرها رجل أعمال ليبي كان من ضمن الناجين القلائل.

## تفاصيل المهمة

### تلقي الأوامر
في الساعة 12:20 من صباح ليلة 25-26 ديسمبر 2003، تلقى آمر فوج المغاوير في البحرية اللبنانية العقيد جورج شريم اتصالاً من القائد الأعلى للقوات المسلحة اللبنانية الجنرال ميشيل سليمان يأمره بإعداد وحدة من قوات المغاوير البحرية. على أن تكون مجهزة تجهيزاً كاملاً وترسل فوراً إلى مطار بيروت الدولي، ثم تسافر في مهمة بحث وإنقاذ عن الجثث في بنين، هذا بالإضافة إلى تحديد موقع الصندوقين الأسود.

### الاستعداد
وفقًا للعقيد جورج شريم، جرى استدعاء بعض الجنود من منازلهم؛ بالإضافة إلى ذلك، جُهزّت المعدات وأجهزة الغوص، كما جُهزت القوارب خلال فترة زمنية قصيرة جداً، بحيث كانت الوحدة جاهزة في الساعة 2:10 صباحاً في المطار، ثم استقلت طائرة ركاب تابعة لشركة طيران الشرق الأوسط أقلعت في الساعة 2:30 صباحاً.

### الوصول إلى كوتونو
وصلت الطائرة إلى مطار كادجون في الساعة 10 صباحاً، وكان في انتظار الفريق اللبناني ملحق عسكري فرنسي وآخر من بنين لإرشادهم وتلبية احتياجاتهم. في اللخطوة التالية، اضطر الفريق إلى استقلال مركبات أعدتها الجالية اللبنانية المحلية للوصول إلى مكان الحادث وبدء عملية المسح فيه.

## العمليات
فور وصوله إلى موقع الحطام، بدأ الفريق في إبعاد الناس عن المنطقة والشروع في إعداد الأجهزة والمعدات. ثم بدأ الغوص تحت حطام الطائرة في مياه مختلطة بوقود الطيران. وبعد فترة وجيزة، بدأوا في سحب الحطام إلى الشاطئ باستخدام المركبات المتاحة. انتهى اليوم الأول في الساعة 6:00 مساءً عند غروب الشمس. وفي صباح اليوم الثاني، عاد الفريق إلى موقع الحطام، وانقسم إلى مجموعتين:
- المجموعة الأولى كانت مجهزة بقاربين قابلين للنفخ قوية البدن، كان هدفهم مسح سطح الماء لمسافة 10 كيلومترات في البحر، وسحب الجثث وإحضارها إلى الشاطئ.
- المجموعة الثانية، تألفت من سبعة غواصين، منهم ثلاثة فرنسيين، كان هدفهم الغوص على عمق 600 متر للبحث عن الجثث والصندوقين الأسودين.

في حوالي الساعة الواحدة، تمكنت المجموعة الثانية من العثور على الصندوق الأسود الأول وفي وقت لاحق من ذلك اليوم، عثرت على الصندوق الآخر. كما استمرت عمليات البحث والإنقاذ في وقت لاحق من تلك الليلة.
وفي اليوم الثالث، عُقد اجتماع مع مسؤولين من بنين ولبنان وفرنسا في المطار لمناقشة وتقييم الوضع، وخلصّ إلى أن الوقت قد حان للعودة إلى لبنان.

## العودة إلى لبنان
في الساعة 1:10 مساءً من اليوم الثالث، أقلعت طائرة تقل الفريق والمسؤولين اللبنانيين، بالإضافة إلى جثث الضحايا، إلى لبنان ووصلت إلى مطار بيروت الدولي في حوالي الساعة 9 مساءً. غادر الفريق المطار مباشرة إلى قاعدتهم لتقديم تقرير عن المهمة.

## الفريق
ضم فريق الإنقاذ عشرة أعضاء:
1. العقيد جورج شريم، قائد فوج مغاوير البحرية اللبنانية.
2. النقيب فادي مخول
3. النقيب حيدر سكيني
4. النقيب فادي كفوري
5. رقيب أول محمد مراد
6. رقيب أول سيمون مخلوف
7. رقيب أول طلال زين
8. رقيب أول محمد مشيمش
9. العريف انترانيك يوسف